# Pax islamita
Pax islamita är en spindelart som först beskrevs av Simon 1873.  Pax islamita ingår i släktet Pax och familjen Zodariidae. Inga underarter finns listade i Catalogue of Life.